# Wolfertschwenden
Wolfertschwenden – miejscowość i gmina w Niemczech, w kraju związkowym Bawaria, w rejencji Szwabia, w regionie Donau-Iller, w powiecie Unterallgäu, wchodzi w skład wspólnoty administracyjnej Bad Grönenbach. Leży w Szwabii, około 25 km na południowy zachód od Mindelheimu, przy autostradzie A7 i linii kolejowej Oberstdorf - Ulm.

## Dzielnice
W skład gminy wchodzą następujące dzielnice:
Wolfertschwenden, Bossarts, Dietratried i Niederdorf.

## Demografia
| Rok  | Liczba mieszk. |
| ---- | -------------- |
| 1970 | 1 117          |
| 1987 | 1 440          |
| 2000 | 1 744          |

## Polityka
Wójtem gminy jest Karl Fleschhut (Parteilose Wählergruppe), rada gminy składa się z 12 osób.
|      | CSU | Parteilose Wählergruppe | Razem |
| 2008 | 6   | 6                       | 12    |
| 2002 | 6   | 6                       | 12    |

## Oświata
W gminie znajduje się przedszkole oraz szkoła podstawowa (4 klasy, 5 nauczycieli i 95 uczniów).